# Dag Prawitz
Dag Hjalmar Prawitz, född 16 maj 1936 i Sofia församling i Stockholm, är professor emeritus i teoretisk filosofi. 

## Biografi
Prawitz disputerade 1965 på avhandlingen Natural Deduction. A Proof-Theoretical Study. År 1971 blev han professor i Oslo och 1976 professor i teoretisk filosofi vid Stockholms universitet.  Prawitz har särskilt inriktat sig på logik inom bevisteorin och ligger i sin syn på logiken nära Michael Dummett. Han är medlem av Kungliga Vetenskapsakademien.
Kungliga Vitterhetsakademien tilldelade 2015 Prawitz Ann-Kersti och Carl-Hakon Swensons pris på 600 000 kronor för att han "i sin forskargärning gett flera grundläggande och ofta avgörande bidrag till bevisteorins utveckling och filosofiska tolkning".
Han är son till byråchefen Håkan Prawitz och bror till skådespelaren Elsa Prawitz samt sonson till rektor Johan Prawitz.

## Böcker
- Natural Deduction. A Proof-Theoretical Study (1965).
- ABC i Symbolisk Logik (1975, 2:a uppl. 1991, 2001, 3:e,utökade uppl. 2010).